# Verrucaria puncticulata
Verrucaria puncticulata är en lavart som först beskrevs av P. M. McCarthy, och fick sitt nu gällande namn av P. M. McCarthy. Verrucaria puncticulata ingår i släktet Verrucaria och familjen Verrucariaceae.   Inga underarter finns listade i Catalogue of Life.